# Damdol
Damdol (persiska: دَمدُل, دَم دول) är en ort i Iran.   Den ligger i provinsen Ardabil, i den nordvästra delen av landet, 300 km nordväst om huvudstaden Teheran. Damdol ligger 1 188 meter över havet och antalet invånare är 187.
Terrängen runt Damdol är huvudsakligen kuperad, men österut är den bergig.Runt Damdol är det ganska glesbefolkat, med 39 invånare per kvadratkilometer. Närmaste större samhälle är Hashatjīn, 7,6 km väster om Damdol. Trakten runt Damdol består i huvudsak av gräsmarker.